# کبودچی
کبودچی یک روستا در ایران است که در دهستان خورش رستم شمالی واقع شده‌است. کبودچی ۲۲ نفر جمعیت دارد.